# Rico Bearman
Rico Bearman (né le 31 juillet 2003) est un coureur cycliste néo-zélandais, spécialiste du BMX.

## Biographie
Rico Bearman est originaire de North Harbour, près d'Auckland. Il commence à faire du BMX à l'âge de quatre ans et remporte immédiatement les championnats nationaux dans son groupe d'âge. En 2012, il fait la une des journaux de son pays après avoir remporté le titre officieux de champion du monde dans sa catégorie d'âge à Birmingham, après que son vélo ait été volé peu de temps auparavant. Il est retrouvé quelques mois plus tard et Bearman en a fait don à un club de BMX local. Au total, Bearman remporte cinq titres officieux de champion du monde dans les différentes tranches d'âge.
En 2021, lors de sa deuxième année en tant que junior (17/18 ans), il est champion de Nouvelle-Zélande et atteint la finale des championnats du monde, où il se classe sixième. Lors de la Coupe du monde de BMX 2022, il gagne deux manches chez les espoirs (moins de 23 ans) et termine deuxième du général. En 2023, il concourt chez les élites aux championnats nationaux, même s'il est encore éligible pour concourir chez les moins de 23 ans et y remporte le titre. Il domine ensuite la Coupe du monde espoirs avec six victoires en neuf courses et remporte le classement général. Favoris des mondiaux espoirs, il doit finalement se contenter de la médaille de bronze. 
Début 2024, il est de nouveau champion de Nouvelle-Zélande de BMX. Aux championnats du monde, il court pour la première fois chez les élites et atteint la finale, où il décroche la sixième place.

## Palmarès

### Championnats du monde
- Glasgow 2023
  -  Médaillé de bronze du BMX espoirs
- Rock Hill 2024
  - 6e du BMX

### Coupe du monde
- 2022 : 2e du classement général espoirs, vainqueur de deux manches
- 2023 : 1er du classement général espoirs, vainqueur de six manches
- 2024 : 19e du classement général

### Championnats de Nouvelle-Zélande
- 2021
  -  Champion de Nouvelle-Zélande de BMX juniors
- 2023
  -  Champion de Nouvelle-Zélande de BMX
- 2024
  -  Champion de Nouvelle-Zélande de BMX